# ガイウス・ファンニウス・ストラボ
ガイウス・ファンニウス・ストラボ（Gaius Fannius Strabo、生没年不詳）は紀元前2世紀中頃の、共和政ローマの政治家・軍人。紀元前161年に執政官（コンスル）を務めた。

## 出自
ストラボはプレブス（平民）であるファンニウス氏族の出身である。氏族の中でストラボ以前に執政官になったものはいない。
カピトリヌスのファスティによればストラボの父も祖父もプラエノーメン（第一名、個人名）はガイウスである。おそらく、父ガイウスはティトゥス・リウィウスがスキピオ兄弟裁判に関連して名前を上げている、護民官ガイウス・ファンニウスと思われる。ストラボにはマルクスという弟がおり、紀元前144年に造幣官を務めている。

## 経歴
ストラボは遅くとも紀元前164年にはプラエトル（法務官）に就任したはずである。当時のウィリウス法で法務官から執政官まで少なくとも3年の期間を開けなることが定められていたためだ。
紀元前161年、ストラボは執政官に就任した。同僚のパトリキ（貴族）執政官はマルクス・ウァレリウス・メッサッラであった。古代の歴史家はこの年に、贅沢を制限しヘレニズム文化の影響に対抗することを目的とした多くの法律が成立したと述べている。メガレシア祭の饗宴の費用を制限し、ギリシアの哲学者や修辞者がローマに滞在することを禁止した。これらの法律は、簡素な生活に戻れと言う大カトの主張に基づくもので、ストラボは家庭での饗宴の費用を制限する法律も成立させた。このファンニウス法（Lex Fannia）は、夕食の支出、提供できる料理の種類、客数を制限（通常日ならば3人、市場が開催されている日でも5人まで）する法令だった。1日の食費が100アスと制限される日も何日かあり、同時代の詩人・風刺家ガイウス・ルキリウスはこの法律が非常にストレスをもたらしたと述べている。しかし、2世紀のギリシアの作家アテナイオスによれば、この法律を守ったのは三人、即ちクィントゥス・ムキウス・スカエウォラ・アウグル、クィントゥス・アエリウス・トゥベロ、プブリウス・ルティリウス・ルフスのみである。同時代の詩人ガイウス・ティティウスはこの法を支持している。
紀元前158年、ダルマシア人の略奪に対応するため、ストラボは外交使節としてイリュリアへ派遣された。しかし、ダルマシア側の態度は敵対的であり、使節団は安全のために脱出せざるを得なくなった。ストラボの報告書により、元老院はダルマシアを敵とみなすようになった。
紀元前154年、ストラボは3人の外交使節の一人として小アジアへ赴き、ビテュニア王プルシアス2世とペルガモン王アッタロス2世とのとの戦争を終わらせようとしたが、この任務も無駄に終わった。

## 子孫
紀元前122年の執政官ガイウス・ファンニウスはストラボの息子か甥（弟マルクスの子）と思われる。

### 古代の資料
- アテナイオス『賢者の宴』
- アウルス・ゲッリウス『アッティカ夜話』
- カピトリヌスのファスティ
- ティトゥス・リウィウス『ローマ建国史』
- マルコビウス『サトゥルナリア』
- ポリュビオス『歴史 (ポリュビオス)|歴史』
- ガイウス・スエトニウス・トランクィッルス『ローマ共和政偉人伝』

### 研究書
- Broughton R. Magistrates of the Roman Republic. - New York, 1951. - Vol. I. - P. 600.
- Münzer F. Fannius 14 // Paulys Realencyclopädie der classischen Altertumswissenschaft . - 1909. - Bd. VI, 2. - S. 1993.
- Münzer F. Fannius 20 // Paulys Realencyclopädie der classischen Altertumswissenschaft . - 1909. - Bd. VI, 2. - S. 1994-1995.
- Münzer F. Fanniusfrage // Hermes. - 1920. - No. 55 . - S. 427–442 .